# 13716 Trevino
13716 Trevino è un asteroide della fascia principale. Scoperto nel 1998, presenta un'orbita caratterizzata da un semiasse maggiore pari a 2,3487275 UA e da un'eccentricità di 0,1351594, inclinata di 6,82437° rispetto all'eclittica.